# Luis Liun Koch
Luis Liun Koch (* 1998 in der Schweiz) ist ein Theaterregisseur.

## Leben
Luis Liun Koch schloss zunächst eine Ausbildung zum Veranstaltungstechniker ab. Ab 2020 studierte er Regie an der Folkwang Universität der Künste 2022 inszenierte er am Landestheater Detmold Die Unzulänglichkeit der Dinge von Paula Kläy und Guido Wertheimer. 2023 folgte die Inszenierung Amerika nach Franz Kafka am Volkstheater Rostock. Im selben Jahr brachte er mit Freaks die Romanadaption von Joey Goebel am Schauspielhaus Bochum zur Premiere.